# Patty Van Wolvelaere
Patty Van Wolvelaere (eigentlich Patricia Jean Van Wolvelaere, geschiedene Johnson; * 15. April 1950 in San Diego) ist eine ehemalige US-amerikanische Hürdenläuferin.
Bei den Olympischen Spielen 1968 in Mexiko-Stadt wurde sie Vierte über 80 m Hürden.
Über 100 m Hürden siegte sie bei den Panamerikanischen Spielen 1971 in Cali, erreichte das Halbfinale bei den Olympischen Spielen 1972 in München und wurde Fünfte beim Leichtathletik-Weltcup 1977 in Düsseldorf.
Viermal wurde sie US-Meisterin über 100 m Hürden (1971, 1973, 1974, 1977) und dreimal über 200 m Hürden (1966–1968). In der Halle holte sie sechsmal den nationalen Meistertitel über 60 Yards Hürden (1967, 1968, 1971–1974).

## Persönliche Bestzeiten
- 80 m Hürden: 10,5 s, 18. Oktober 1968, Mexiko-Stadt
- 100 m Hürden: 13,14 s, 26. Mai 1978, Knoxville